# 石坂匡身
石坂 匡身（いしざか まさみ、1939年（昭和14年）12月5日 - ）は、日本の官僚。元環境事務次官。

## 略歴
- 1962年（昭和37年） 国家公務員採用上級甲種試験（法律）合格
- 1963年（昭和38年）3月 東京大学法学部第2類（公法コース）卒業[1]
- 1963年（昭和38年）4月 大蔵省入省（理財局総務課）
- 1964年（昭和39年）4月 理財局資金課
- 1965年（昭和40年）5月 名古屋国税局調査査察部
- 1966年（昭和41年）6月 主計局総務課調査主任[2]
- 1968年（昭和43年）5月 主計局総務課企画第一係長[3]
- 1969年（昭和44年）7月17日 青森税務署長
- 1970年（昭和45年）7月 関税局総務課長補佐（文書・広報）[4]
- 1972年（昭和47年）7月 和歌山県総務部財政課長
- 1974年（昭和49年）7月 主計局法規課長補佐（第一）[5]
- 1976年（昭和51年）7月 主計局主計官補佐（農林係主査）
- 1978年（昭和53年）7月3日 大臣官房企画官兼大臣官房文書課
- 1980年（昭和55年）6月25日 行政管理庁行政管理局管理官
- 1982年（昭和57年）6月11日 主計局調査課長
- 1982年（昭和57年）11月27日 大蔵大臣秘書官事務取扱
- 1985年（昭和60年）6月25日 理財局資金第一課長
- 1986年（昭和61年）6月10日 大臣官房調査企画課長兼財政金融研究所次長
- 1987年（昭和62年）11月6日 大臣官房文書課長
- 1988年（昭和63年）6月27日 名古屋国税局長
- 1989年（平成元年）6月23日 大臣官房審議官（主税局担当）
- 1992年（平成4年）7月20日 証券取引等監視委員会事務局長
- 1993年（平成5年）6月25日 理財局長
- 1994年（平成6年）7月15日 環境庁企画調整局長
- 1995年（平成7年）7月4日 環境事務次官
- 1996年（平成8年）7月5日 依願退官
- 1996年（平成8年）7月 自動車保険料率算定会副理事長
- 1998年（平成10年）6月 自動車保険料率算定会副理事長退任
- 1998年（平成10年）7月1日 石油公団副総裁
- 2004年（平成16年）3月 石油公団顧問
- 2004年（平成16年）6月 石油公団顧問退任
- 2004年（平成16年）6月 株式会社サンシャインシティ監査役
- 2004年（平成16年）7月 社団法人日本損害保険協会副会長
- 2005年（平成17年）5月 イオン株式会社取締役
- 2007年（平成19年）9月 財団法人大蔵財務協会理事長
- 2008年（平成20年）6月 株式会社みずほフィナンシャルグループ監査役
- 2013年（平成25年）7月 株式会社みずほ銀行監査役
- 2017年（平成29年）7月 Jトラスト株式会社顧問

## 著書
- 『環境政策学――環境問題と政策体系』（編著）（中央法規出版、2000年）

## 栄典
- 2010年（平成22年）4月 瑞宝重光章受章[6]